# Sistemul simplificat pentru romanizarea limbii bulgare
Sistemul simplificat pentru romanizarea limbii bulgare este un sistem de transliterare, create de Liubomir Ivanov în Institutul de Matematică și Informatică la  Academiei Bulgare de Științe în 1995, care este definit prin următorul tabel:
| А A | Б B | В V  | Г G  | Д D  | Е E   | Ж ZH | З Z | И I  | Й Y  |
| К K | Л L | М M  | Н N  | О O  | П P   | Р R  | С S | Т T  | У U  |
| Ф F | Х H | Ц TS | Ч CH | Ш SH | Щ SHT | Ъ A  | Ь Y | Ю YU | Я YA |

In afara de Bulgaria, acest sistem este, de asemenea, oficial pentru ONU din 2012, cât și pentru SUA și Marea Britanie din 2013. Ivanov propune să se folosească abordarea romanizare în cazul alfabetele chirilic altor limbi slave, în special alfabetul rus.

## Origini și modul de utilizare
Initial, la 2 martie 1995 sistemul a fost adoptat pentru a servi pentru romanizarea denumiri geografice bulgare în Antarctica.  Ulterior, sistemul a fost ales de către guvernul bulgar ca sistemul de transliterare oficial al Bulgariei, promulgată prin decretele guvernamentale în 2000 și 2006, și, în final prin a Legea de transliterare adoptate în 2009.

## Ilustrație
Exemplu (Articolul 1 din Declarația Universală a Drepturilor Omului):
| Всички хора се раждат свободни и равни по достойнство и права. Те са надарени с разум и съвест и следва да се отнасят помежду си в дух на братство. |  | Vsichki hora se razhdat svobodni i ravni po dostoynstvo i prava. Te sa nadareni s razum i savest i sledva da se otnasyat pomezhdu si v duh na bratstvo. |

## Reversibilitate
Sistemul nu este reversibil, pentru că А, Ж, Й, Ц, Ш, Щ, Ю, Я sunt transliterate în același mod ca Ъ, ЗХ, Ь, ТС, СХ, ШТ, ЙУ, ЙA respectiv.  Un auxiliar varianta inversabilă a sistemului este propus de L. Ivanov, D. Skordev și D. Dobrev, pentru a fi utilizate în aceste cazuri speciale, în cazul în care recuperarea exactă a cuvintelor bulgare de la versiunile latină este o prioritate, cu litere chirilice și combinațiile de litere Ъ, Ь, ЗХ, ЙА, ЙУ, СХ, ТС, ТШ, ТЩ, ШТ, ШЦ sunt transliterate ca `A, `Y, Z|H, Y|A, Y|U, S|H, T|S, T|SH, T|SHT, SH|T, SH|TS respectiv.